# Infarto miocardico acuto nella donna
L'infarto miocardico acuto nella donna è una delle manifestazioni cliniche più probabili, insieme all'angina instabile, nella cardiopatia ischemica al femminile. La patologia ischemica è in genere considerata tipica del sesso maschile per la minor prevalenza nella donna nel periodo pre-menopausale, infatti, gli estrogeni esplicano il loro effetto protettivo attraverso alcuni meccanismi ormai noti:
- Controllo della proliferazione cellulare e della disfunzione endoteliale
- Attività antiossidante e di controllo sul profilo lipidico
- Modulazione del sistema renina-angiotensina-aldosterone

Nonostante ciò la cardiopatia ischemica è la prima causa di morte nella donna nei paesi occidentali, dove negli ultimi anni vi è un calo globale della mortalità, ma questo miglioramento della prognosi ha riguardato prevalentemente il sesso maschile, così che dal 1984 in poi la mortalità/anno è aumentata nelle donna, causa fondamentale l'età più avanzata del primo evento.
Fino a qualche anno fa negli studi clinici controllati e randomizzati la percentuale femminile è sempre stata piuttosto ridotta e le strategie utilizzate fanno riferimento, nella maggior parte dei casi, a parametri di normalità degli esami di laboratorio e strumentali e a fattori di rischio, riferiti alla popolazione maschile. Spesso i sintomi sono sottovalutati anche dalle stesse pazienti, nonché nei centri di Pronto Soccorso: studi retrospettivi americani e progetti condotti in alcune regioni italiane, hanno evidenziato un'alta percentuale di dimissioni per dolore toracico ,oltre il 50%, che venivano poi ricoverate per un evento ischemico cardiaco nei sei mesi successivi con una percentuale che ha toccato percentuali del 70-75%.
Per una corretta stratificazione del rischio nella donna è meglio valutare il rischio globale, piuttosto che i singoli fattori, in questo modo possiamo tener conto di variabili presenti esclusivamente nel genere femminile: malattie auto immuni e reumatologiche, patologie tiroidee, malattie scheletriche come l'osteoporosi e neurodegenerative. Queste patologie riconoscono probabilmente un comune denominatore in ragione dello stato infiammatorio sottostante e dell'uso di farmaci che aumentano il rischio cardiovascolare.

## Epidemiologia
La patologia cardiovascolare è la prima causa di morte nella popolazione femminile; in genere l'esordio è caratterizzato da episodi di angina instabile o direttamente da infarto miocardico acuto. L'epidemiologia della sindrome coronarica acuta ha un'incidenza nel sesso maschile doppia rispetto al femminile, ma tutto ciò va modificandosi con l'avanzare dell'età e del tipo di infarto che si presenta: in effetti la differenza di genere va diminuendo con l'età e in particolare con l'arrivo della menopausa
Nel 2009 sono stati pubblicati dei dati della Commissione “Epidemiologia Nazionale e Regionale” che riguardavano i ricoveri per infarto del miocardio nella regione Lombardia negli anni 2000-2010; i risultati evidenziarono che oltre il 50% delle donne aveva più di 75 anni, ciò indica che le donne con infarto sono in media più anziane degli uomini di 10 anni. Un dato interessante riguarda l'incidenza di infarto nell'uomo in relazione all'età: al di sotto dei 45 anni un uomo è colpito da ima con una frequenza cinque volte superiore, ma tale dato si riduce raggiunti gli 85 anni, che vedono un'incidenza di solo 1,5 volte superiore rispetto alla donna.
Il Framingham Heart Study è uno studio epidemiologico di coorte iniziato nel 1947 e tuttora in corso, che ha individuato diversi fattori di rischio da sempre utilizzati per la creazione delle numerose carte del rischio. Tuttavia, non sempre emergono le differenze di genere nel peso di ogni singolo fattore, per tale motivo una corretta stratificazione del rischio nella donna deve valutare il rischio globale, piuttosto che i singoli fattori, in questo modo possiamo tener conto di variabili presenti esclusivamente nel genere femminile: malattie autoimmuni e reumatologiche (artrite reumatoide), patologie tiroidee, malattie scheletriche come l'osteoporosi e neurodegenerative. Queste patologie riconoscono probabilmente un comune denominatore in ragione dello stato infiammatorio sottostante e dell'uso di farmaci antinfiammatori non steroidei che aumentano il rischio cardiovascolare.

## Eziopatogenesi
La patogenesi dell'infarto è riconosciuta nella rottura di una placca aterosclerotica, ma nella donna è più spesso presente un'erosione: tale riscontro anatomopatologico sembrerebbe più comune nella popolazione femminile più giovane ed è caratterizzata dalla fissurazione di una placca eccentrica con un core necrotico: questa fessura si infiltra causandone un'espansione emorragica e l'occlusione del lume coronarico. Tale situazione è più spesso presente nelle placche di recente formazione, come può succedere nell'immediato periodo post-menopausale e decretare la presenza di angina instabile, più che di infarto acuto rispetto agli uomini. Tale differenze vanno man mano riducendosi con il passare dell'età

## Fattori di rischio genere-specifici
Alcuni fattori di rischio sono esclusivamente correlati al genere e quindi presenti solo nelle donne: diabete mellito gestazionale, ovaio policistico, preeclampsia e eclampsia, e in effetti la stessa menopausa. Gli estrogeni durante tutto il periodo fertile limitano l'evoluzione dell'aterosclerosi attraverso il controllo del profilo lipidico, tutto questo si modifica con l'arrivo della menopausa. Si pensò che la terapia ormonale sostitutiva potesse compensare questo deficit di estrogeni, purtroppo diversi studi non ne hanno comprovato l'efficacia

### Nuovi fattori di rischio
Recentemente sono stati individuati dei marcatori e dei fattori non tradizionali, del rischio cardiovascolare femminile, che ci permettono di affinare le possibilità di individuare la patologia ischemica in una donna con maggior facilità:
1. la proteina C-reattiva, in elevate concentrazioni ha un peso diverso a seconda del genere: nelle donne un aumento di tale marker correla sempre con un rischio cardiovascolare maggiore[19][20]
2. elevati valori del PAI-1 in menopausa,[21]
3. la presenza di calcio nelle coronarie,[22]
4. l'iperomocisteinemia, è responsabile nella genesi dell'aterosclerosi, attraverso un'azione citotossica sull'endotelio.[23]
5. la sindrome metabolica correlata all'obesità, si presenta nel genere femminile il 33% in più rispetto al maschio.[24][25]
6. l'anemia[26]
7. le condizioni psico-sociali disagiate, come lo stress lavorativo e famigliare, la depressione e il basso livello economico, incidono maggiormente sul rischio di morte per patologia cardiovascolare sino al 50% in più nelle donne.[27]

### Fattori di rischio tradizionali

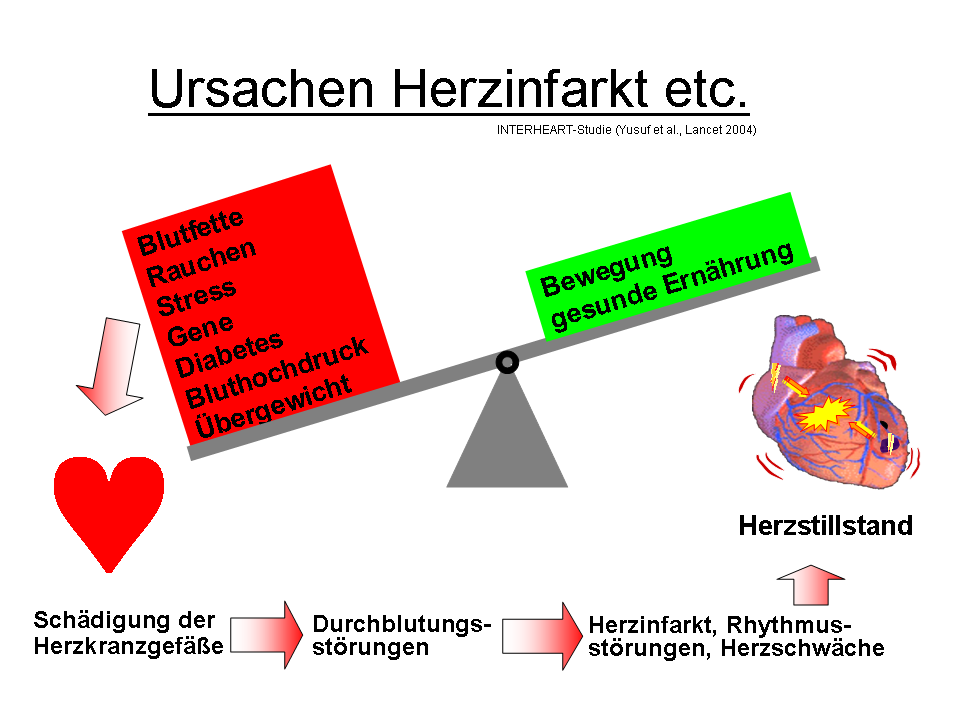
Fattori di rischio cardiovascolare

I fattori di rischio tradizionali incidono diversamente sulla malattia cardiovascolare nei due generi:
- Il tabagismo è ormai riconosciuto la maggior causa prevenibile di morbilità e mortalità in entrambi i sessi, ma appare molto più pericolosa nelle donne possibilmente per l'anatomia coronarica differente.[28] Nel Nurses' Health Study veniva riportato che il fumo di cinque sigarette/die raddoppiava il rischio di malattia coronarica, un pacchetto lo sestuplicava.[29]
- L'ipertensione arteriosa presenta un rischio particolarmente elevato in quanto indicatore di disfunzione endoteliale molto più presente nelle donne.[30] Diversi studi hanno evidenziato che i valori di pressione diastolica, diversamente dalla sistolica, incidono in modo importante[31], almeno quanto i valori alterati definiti come pre-ipertensione.[32]
- La dislipidemia con tutte le varie componenti di un profilo lipidico alterato, è riconosciuta come fattore predittivo in entrambi i sessi, ma dopo la menopausa si assiste ad un incremento del colesterolo, del colesterolo-LDL e dei trigliceridi, con tendenza alla riduzione del colesterolo-HDL.[33] Questi rimaneggiamenti del profilo lipidico post-menopausali, sono correlati con un rischio maggiore sia in donne apparentemente sane che in donne già colpite da un evento cardiovascolare.[33]
- Il diabete mellito nella donna non solo azzera il cosiddetto "vantaggio femminile" nel rischio di morte per infarto miocardico, ma aumenta tale rischio come riportato in diverse metanalisi[34][35]

## Clinica

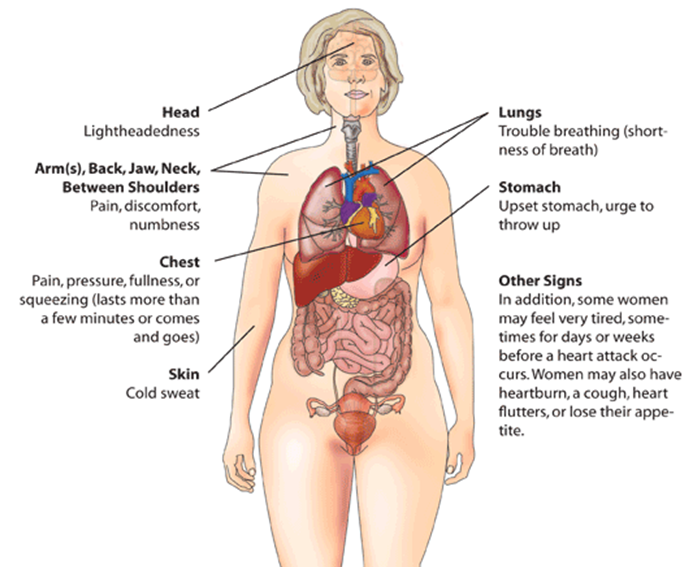
Possibili sintomi di presentazione del dolore ischemico nella donna

Non ci soffermeremo sulla classificazione e gli esami di laboratorio, poiché sono sovrapponibili in entrambi i sessi. Ciò che differisce è invece la presentazione dei sintomi, che spesso sono aspecifici, sottovalutati, principalmente dalla paziente, e vengono spesso correlati a fattori emotivi.

### Sintomi e segni
La donna può non lamentare il dolore toracico tipico, ma sintomi aspecifici come astenia, nausea e vomito, sensazione di ansia inspiegabile e insonnia, talora inappetenza. Spesso attribuisce, quando è più giovane, il dolore toracico all'emotività alterata dalla presenza della menopausa e non pensa al rischio cardiovascolare. In diversi studi si riportano la minore attenzione da parte delle interessate al possibile rischio cardiovascolare; in realtà anche il personale medico, sminuisce inconsapevolmente le problematiche delle pazienti (noto effetto secondario al concetto della medicina bikini) che arrivano in sede di Pronto soccorso: spesso le pazienti riferiscono di essere ritenute delle ipocondriache, stressate, affette da attacchi di panico, ciò può scaturire dal fatto che, fino a poco tempo fa, l'iter diagnostico si basava sui risultati ottenuti sul genere maschile e ciò nel tempo ha evidenziato i limiti delle metodiche se applicate al genere femminile.

### Esami strumentali
L'elettrocardiogramma a riposo presenta delle alterazioni del tratto ST, più evidenti sotto sforzo, tanto da creare dei falsi positivi Altre metodiche come l'ecostress e la coronarografia non hanno dato informazioni sufficienti per spiegare il dolore toracico in assenza di lesioni coronariche, pertanto ci si è rivolti ad altre metodiche più sofisticate di medicina nucleare.
La risonanza magnetica perfusionale e la spettrometrica (SPECT) hanno finalmente permesso di individuare una cardiopatia ischemica nella donna e di specificare non meno di quattro diversi quadri patologici mettendo a confronto eziologia, periodo di presentazione degli eventi e sintomi:
1. la donna giovane presenta in genere una malattia coronarica caratterizzata da erosione di placca[44] con possibile trombosi, un cuore privo di circoli collaterali, con possibilità di rottura e morte improvvisa;
2. la donna in giovane età e sino alla menopausa, intorno ai 60 anni, spesso manifesta dolore toracico a coronarie sane, in presenza di una severa disfunzione endoteliale;[45]
3. per tutto l'arco della vita la donna può presentare disfunzione ventricolare sinistra secondaria ad ischemia miocardica, in genere come espressione di eccessiva attivazione catecolaminergica secondaria a situazioni psicologiche tanto intense quanto ripetibili[46]: lutti, violenze, emarginazione sociale, problematiche famigliari gravi;
4. dopo i 75 anni può, infine, manifestare una patologia coronarica ostruttiva come nell'uomo, ma con circa 15-20 anni di ritardo rispetto alla prima presentazione nell'altro sesso.[47]

## Terapia
Vi sono numerosi lavori che evidenziano un sottoutilizzo delle terapie nelle donne con infarto acuto, vuoi perché giungono in ospedale tardivamente, vuoi perché la donna può lamentare sintomi aspecifici.L'anatomia coronarica femminile, il minor ricorso alla rivascolarizzazione percutanea e chirurgica rispetto all'uomo, comportano un sotto utilizzo delle procedure interventistiche di oltre il 30% in meno. Tutto ciò comporta che i risultati a distanza siano peggiori nelle donne, anche per un più elevato profilo di rischio. Diversi studi hanno evidenziato le ripercussioni a livello emodinamico: a cinque anni dall'evento non vi erano dati statisticamente differenti per mortalità e reinfarto, ma cresceva sensibilmente il numero di ricoveri per scompenso cardiaco nelle donne, in parte legati anche alla disfunzione diastolica e al danno microvascolare Differenze di genere si riscontrano anche nelle terapie tradizionali: una recente metanalisi condotta dall'American Heart Association evidenziò una netta riduzione nell'utilizzo dei beta-bloccanti e dell'aspirina, in media dall'84% vs il 93%.
In definitiva, il meccanismo di protezione degli estrogeni ha creato nel tempo la convinzione che la donna potesse ammalarsi meno di patologia cardiovascolare e ciò ha indotto all'utilizzo della terapia ormonale sostitutiva; peraltro la cosiddetta medicina bikini, ha confermato l'uso di tale terapia, comportando effetti dannosi e aumentando il rischio cardiovascolare. Attualmente la terapia sostitutiva va consigliata nelle donne di non oltre 60 anni e in menopausa per un periodo inferiore ai 5 anni

## Prevenzione
Ormai è risaputo quale ruolo abbiano i fattori di rischio tradizionali nella patogenesi delle malattie cardiovascolari in entrambi i sessi, ma in special modo nelle donne e ciò che comportano nelle manifestazioni cliniche dell'aterosclerosi. Modificare e migliorare lo stile di vita, promuove una riduzione del profilo di rischio e quindi una riduzione della mortalità e della morbilità cardiovascolari. I così detti interventi non farmacologici sullo stile di vita dovrebbero essere iniziati in prevenzione primaria, fin dall'adolescenza, e in prevenzione secondaria, dopo un evento acuto.
In un registro americano, il Nurses' Health Study, sono state seguite 39 000 donne per un periodo di due decenni: la categoria più a rischio risultò quella delle donne obese e sedentarie. La possibilità di ottenere un accurato screening del diabete, dell'ipercolesterolemia e cardiovascolare in toto, sarebbe un traguardo auspicabile nelle donne diabetiche a prescindere dalla presenza del ciclo mestruale, specialmente nelle donne con rischio più alto
La terapia farmacologica è ovviamente caldamente raccomandata sia in prevenzione primaria, che secondaria.(statine, aspirina e beta-bloccanti) Il trattamento dell'ipertensione nella donna dovrebbe sicuramente ridurre lo stress ossidativo, uno dei fattori di rischio più presente nel genere femminile, con farmaci che agiscono sul sistema renina-angiotenina. Non di meno la correzione dello stile di vita ha dimostrato di ridurre il rischio di infarto del 14% nelle donne.
Appare sempre più chiaro, nei vari studi di prevenzione, che la terapia non farmacologica permette di ottenere degli ottimi risultati Se ciò non fosse sufficiente, si punta molto sull'utilizzo delle statine in prevenzione primaria e secondaria, molecole che hanno dimostrato di ridurre il rischio cardiovascolare nelle donne.